# Beaver (jezik)
Beaver jezik (beaver = dabar; ISO 639-3: bea), jezik Tsattine ili Beaver Indijanaca iz sjeverozapadne Alberte i sjeveroistočne Britanske Kolumbije, Kanada, kojim govori oko 300 ljudi (Kinkade 1991) od 600 etničkih Beavera (1987 SIL).
Pripada porodici atapaskanskih jezika, a zajedno s jezikom sekani [sek] čini jezičnu podskupinu beaver-sekani. Govori se i engleski [eng].

## Vanjske poveznice
- Ethnologue (14th)
- Ethnologue (15th)